# 東祖谷栗枝渡
東祖谷栗枝渡（ひがしいやくりしど）は、徳島県三好市の町名。郵便番号は778-0203。

## 地理

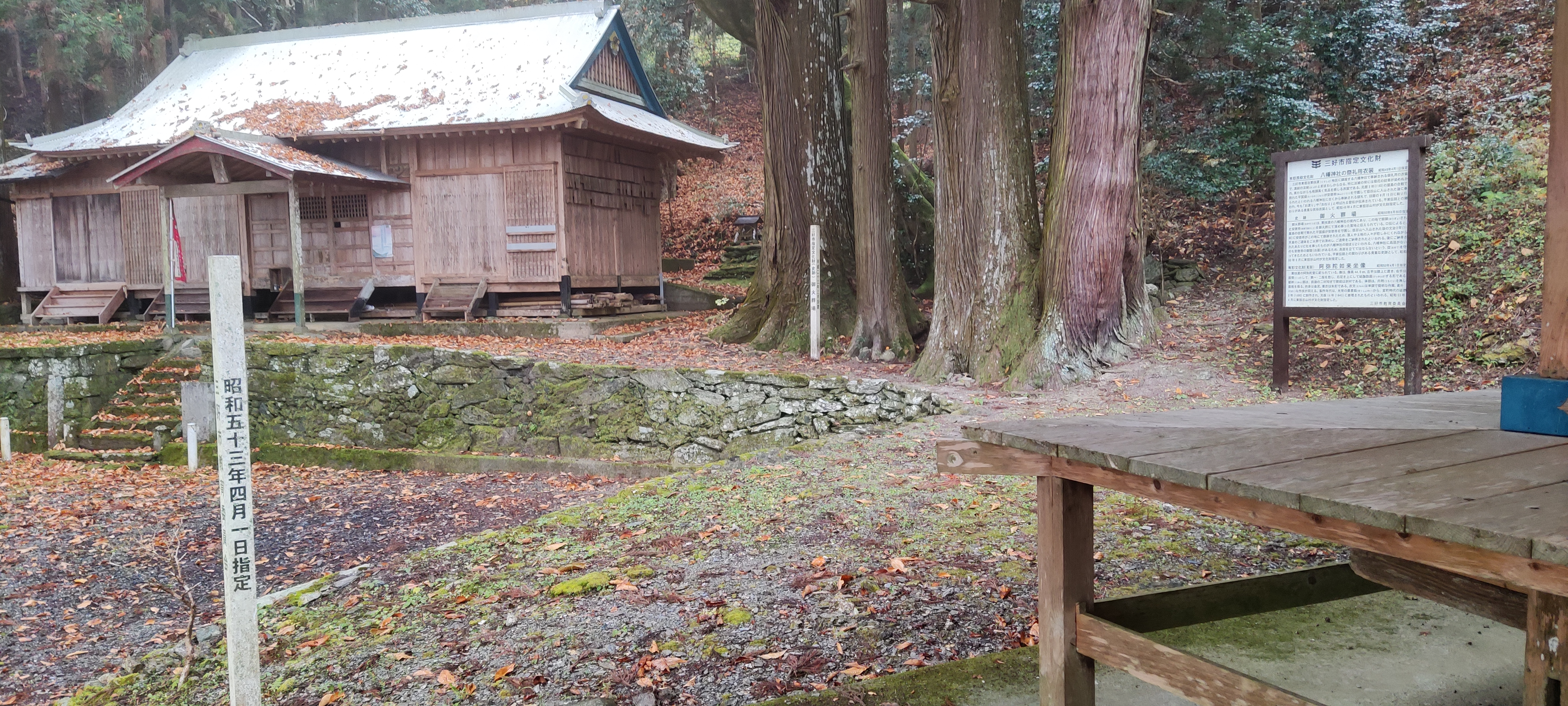
栗枝渡八幡神社の安徳天皇御火葬場と阿弥陀堂

三好市の南部に位置。北は東祖谷奥ノ井、西は東祖谷京上、南は東祖谷下瀬、西は祖谷川を挟んで東祖谷中上とそれぞれ接する。
地域内には安徳天皇を火葬した場所と伝わる栗枝渡八幡神社がある。同神社はキリスト渡来説が残されているが、詳しくはわかっていない。

### 河川
- 祖谷川
- 鎖谷川

### 小字
- 栗枝渡奥

## 歴史
- 2006年（平成18年）3月1日 - 三好郡東祖谷山村が三野町・池田町・山城町・井川町・西祖谷山村と合併して三好市が発足し、現在の町名となる。

### 地名の由来
枝渡の地名は、平家が剣山に宝剣を納めた帰り、栗枝渡の対岸まで進んできたが、橋が流され渡ることができなかった。栗の倒木を川に渡し帝をお渡ししたことからこう呼ばれるようになったと伝わる。また地元では「くるすど」と呼ばれている。

## 世帯数と人口
2021年（令和3年）11月30日現在の世帯数と人口は以下の通りである。
| 町丁         | 世帯数 | 人口 |
| ------------ | ------ | ---- |
| 東祖谷栗枝渡 | 23世帯 | 33人 |

## 小・中学校の学区
市立小・中学校に通う場合、学区は以下の通りとなる。
| 番地 | 小学校               | 中学校               |
| ---- | -------------------- | -------------------- |
| 全域 | 三好市立東祖谷小学校 | 三好市立東祖谷中学校 |

## 施設
- 栗枝渡八幡神社
- 住吉神社

## 交通

### 鉄道
- 最寄駅はJR土讃線の大歩危駅。

### 道路
国道
- 国道439号